# 拉夫·摩利遜
拉夫·瑞安·摩利遜（英語：Ravel Ryan Morrison；1995年11月21日—），是一名牙買加的職業足球運動員，司職中場。現效力於英冠球隊打比郡，曼聯青年軍出身。
莫里森在曼聯的青年隊中逐步成長，被視為俱樂部最有前途的青年人才之一。然而他的足球生涯受到法律問題和紀律問題的困擾。他為曼聯一線隊出場三次，均為杯賽，然後於2012年1月轉會至西漢姆聯。莫里森在2012–13賽季租借至伯明翰城，並於2014年先後租借至女王公園巡遊者和卡迪夫城，在女王公園巡遊者中贏得2014年英格蘭足球聯賽冠軍附加賽決賽。
2015年7月，隨著西漢姆聯合約的終止，他加盟了拉素。2017年他再次租借回到女王公園巡遊者，隨後在2017–18賽季租借至墨西哥俱樂部阿特拉斯。2019年2月，他加盟瑞典俱樂部奧斯達辛斯，並於2019年7月返回英國加盟谢菲尔德联。2020年，他在米德爾斯堡進行了一段租借，隨後在合約到期後離開了謝菲聯。
莫里森出生於英格蘭，曾代表英國參加U16、U17、U18和U21的比賽。他通過血統有資格代表牙買加，並於2020年11月為該國首次亮相。

## 俱樂部生涯

### 曼聯
摩利遜效力第一個俱樂部是Fletcher Moss Rangers。 他在曼聯青訓中被前教練菲爾·布羅根（Phil Brogan）發掘。 根據里奧·費迪南的說法，曼聯經理亞歷克斯·費格遜認為他是當時最佳的球員。 摩利遜於2009年簽約成為一名學者，並在2010年02月02日（他的17歲生日）轉為職業球員。
他於2010年10月26日在對陣狼隊的聯賽杯比賽中首次亮相，替補出場。 在2011年04月20日，他在老特拉福德的英格蘭足總青年盃半決賽中對陣切爾西時打入首球，幫助曼聯以4-0獲勝。 摩利遜在對陣謝菲聯的青年盃決賽第二回合中又打入兩球，最終曼聯以4-1獲勝，總比分6-3奪冠。 在2011年10月25日，他在對陣艾迪索特的聯賽杯中替補出場，幫助球隊以3-0獲勝。 在對陣水晶宮的聯賽杯第五輪中，他在下半場替補出場。 2012年01月13日，曼聯確認拒絕了紐卡斯爾的報價，儘管摩利遜的合約將於2012年06月到期。

## 生涯統計
最後更新：2015年11月8日
| 球會              | 球季     | 聯賽               | 聯賽 | 聯賽 | 英格蘭足總盃 | 英格蘭足總盃 | 英格蘭聯賽盃 | 英格蘭聯賽盃 | 歐洲賽 | 歐洲賽 | 其他 | 其他 | 合計 | 合計 |
| 球會              | 球季     | 級別               | 出場 | 入球 | 出場         | 入球         | 出場         | 入球         | 出場   | 入球   | 出場 | 入球 | 出場 | 入球 |
| ----------------- | -------- | ------------------ | ---- | ---- | ------------ | ------------ | ------------ | ------------ | ------ | ------ | ---- | ---- | ---- | ---- |
| 曼聯              | 2010–11  | 英格蘭足球超級聯賽 | 0    | 0    | 0            | 0            | 1            | 0            | 0      | 0      | 0    | 0    | 1    | 0    |
| 曼聯              | 2011–12  | 英格蘭足球超級聯賽 | 0    | 0    | 0            | 0            | 2            | 0            | 0      | 0      | 0    | 0    | 2    | 0    |
| 曼聯              | 合計     | 合計               | 0    | 0    | 0            | 0            | 3            | 0            | 0      | 0      | 0    | 0    | 3    | 0    |
| 韋斯咸            | 2011–12  | 英格蘭足球冠軍聯賽 | 1    | 0    | —            | —            | —            | —            | —      | —      | 0    | 0    | 1    | 0    |
| 韋斯咸            | [2013–14 | 英格蘭足球超級聯賽 | 16   | 3    | 1            | 0            | 4            | 2            | —      | —      | —    | —    | 21   | 5    |
| 韋斯咸            | 2014–15  | 英格蘭足球超級聯賽 | 1    | 0    | 0            | 0            | 1            | 0            | —      | —      | —    | —    | 2    | 0    |
| 韋斯咸            | 合計     | 合計               | 18   | 3    | 1            | 0            | 5            | 2            | —      | —      | —    | —    | 24   | 5    |
| 伯明翰 (外借)     | 2012–13  | 英格蘭足球冠軍聯賽 | 27   | 3    | 2            | 0            | 1            | 0            | —      | —      | —    | —    | 30   | 3    |
| 昆士柏流浪 (外借) | 2013–14  | 英格蘭足球冠軍聯賽 | 15   | 6    | —            | —            | —            | —            | —      | —      | 2    | 0    | 17   | 6    |
| 卡迪夫城 (外借)   | 2014–15  | 英格蘭足球冠軍聯賽 | 7    | 0    | —            | —            | —            | —            | —      | —      | —    | —    | 7    | 0    |
| 拉素              | 2015–16  | 意大利足球甲級联赛 | 3    | 0    | 0            | 0            | —            | —            | 2      | 0      | 1    | 0    | 6    | 0    |
| 生涯合計          | 生涯合計 | 生涯合計           | 70   | 12   | 3            | 0            | 9            | 2            | 2      | 0      | 3    | 0    | 87   | 14   |

1. ↑  英格蘭足球冠軍聯賽附加賽表現
2. ↑  一次表現在欧足联欧洲联赛，另一次在欧洲冠军联赛
3. ↑  意大利超級盃表現

## 榮譽

### 球會
昆士柏流浪
- 英格蘭足球冠軍聯賽每月最佳球員:2014年3月[20]
- 英格蘭足球冠軍聯賽附加賽: 2013–14[21]

## 外部連結
- Profile （页面存档备份，存于） at ManUtd.com
- Profile （页面存档备份，存于） at StretfordEnd.co.uk
- 足球数据库：Ravel Morrison的球员统计数据
- Profile （页面存档备份，存于） at TheFA.com